# 頤居
頤居（Nüwa），前稱皇冠度假酒店，位於澳門路氹連貫公路北面入口處，是新濠天地項目內其中一座酒店，於2009年6月1日開幕。頤居是澳門首座楕圓形建築。

## 客房
頤居提供約300客房，當中包括33間為高注碼貴賓而設的豪華別墅。

## 餐飲
頤居大堂酒廊名為「嵐」，三樓則設有「尚雅坊」餐廳；而新濠天地內的新濠大道還設有多家餐廳和酒吧。

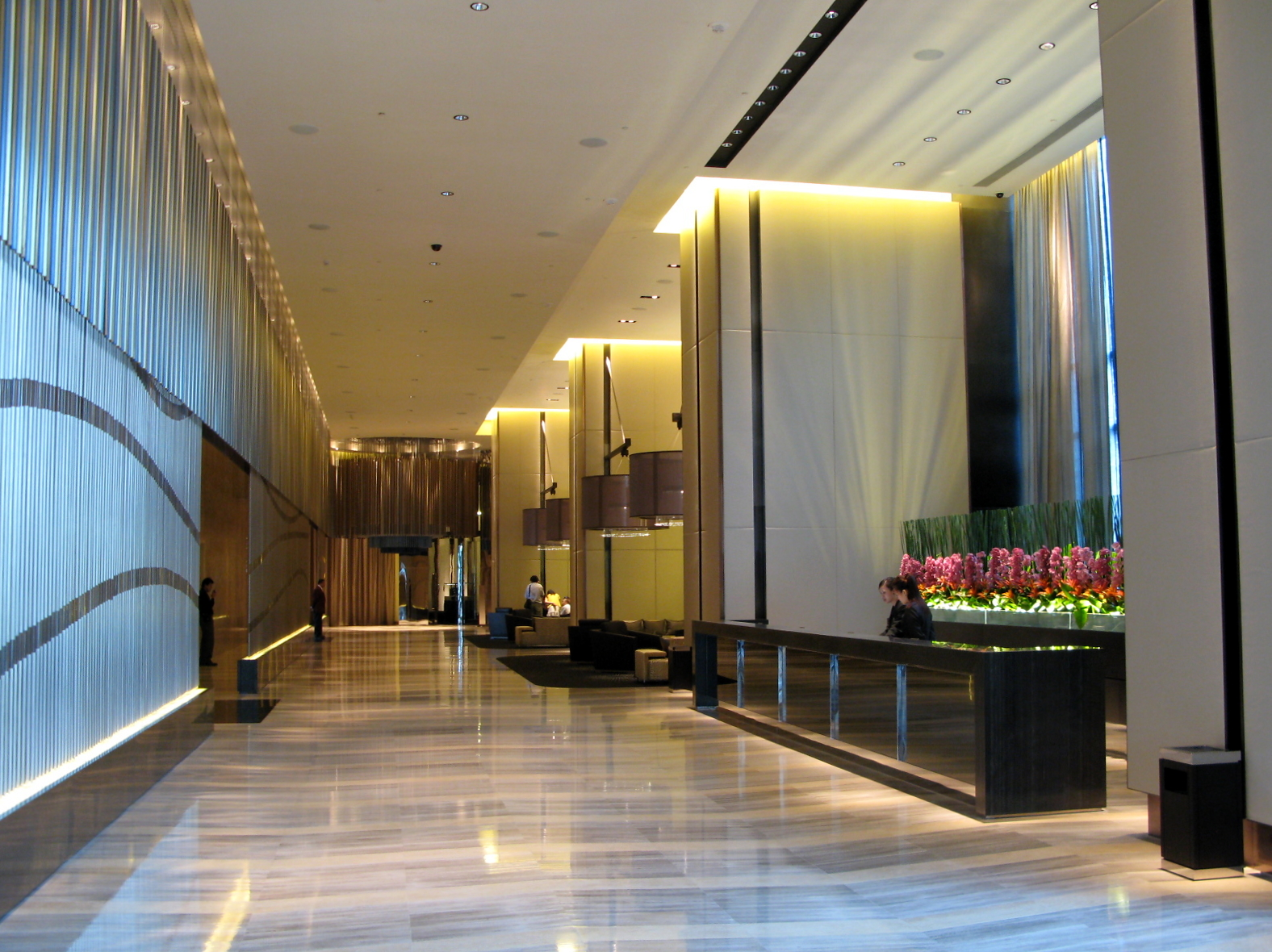
酒店大堂
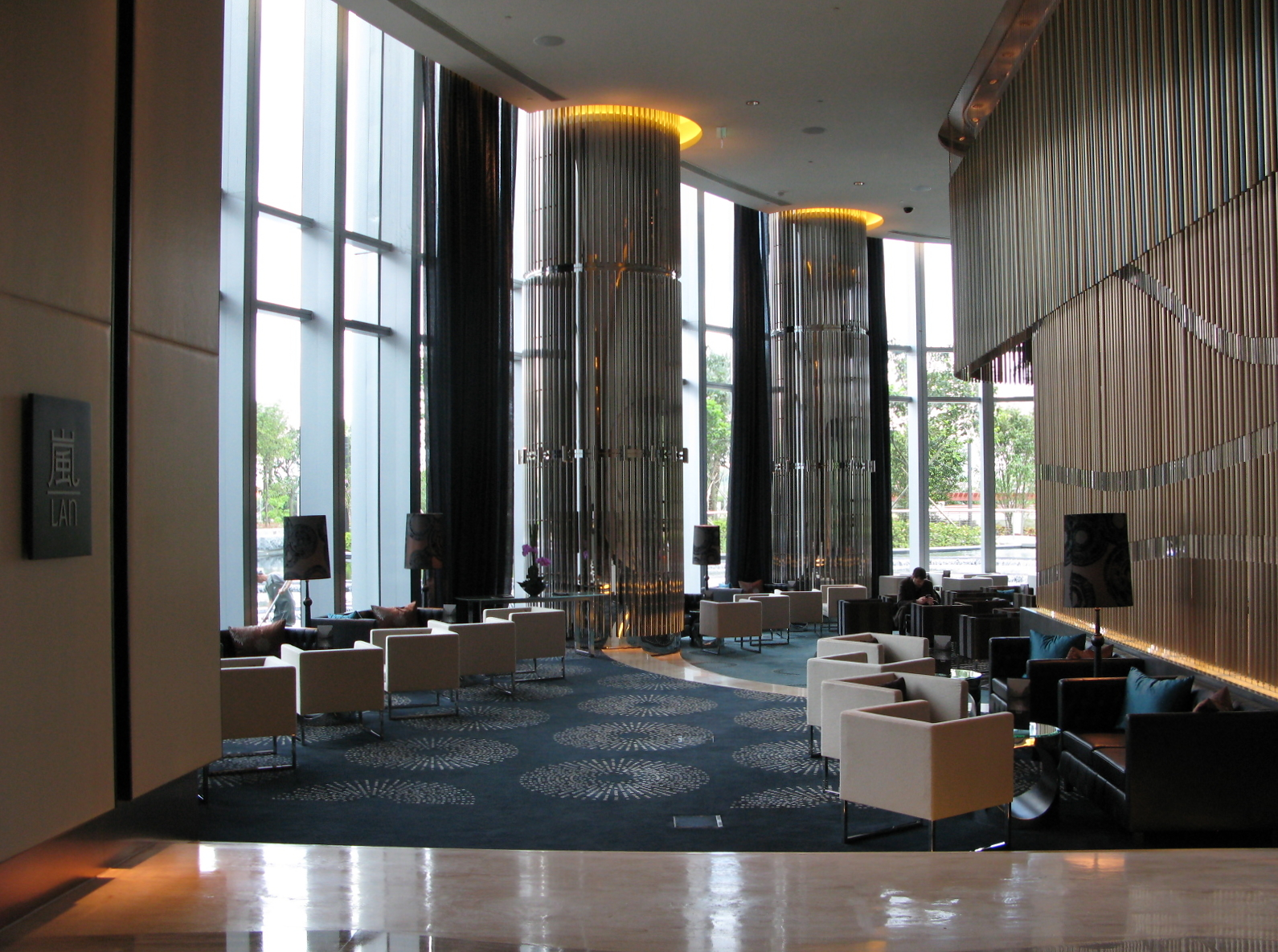
酒店大堂酒廊「嵐」
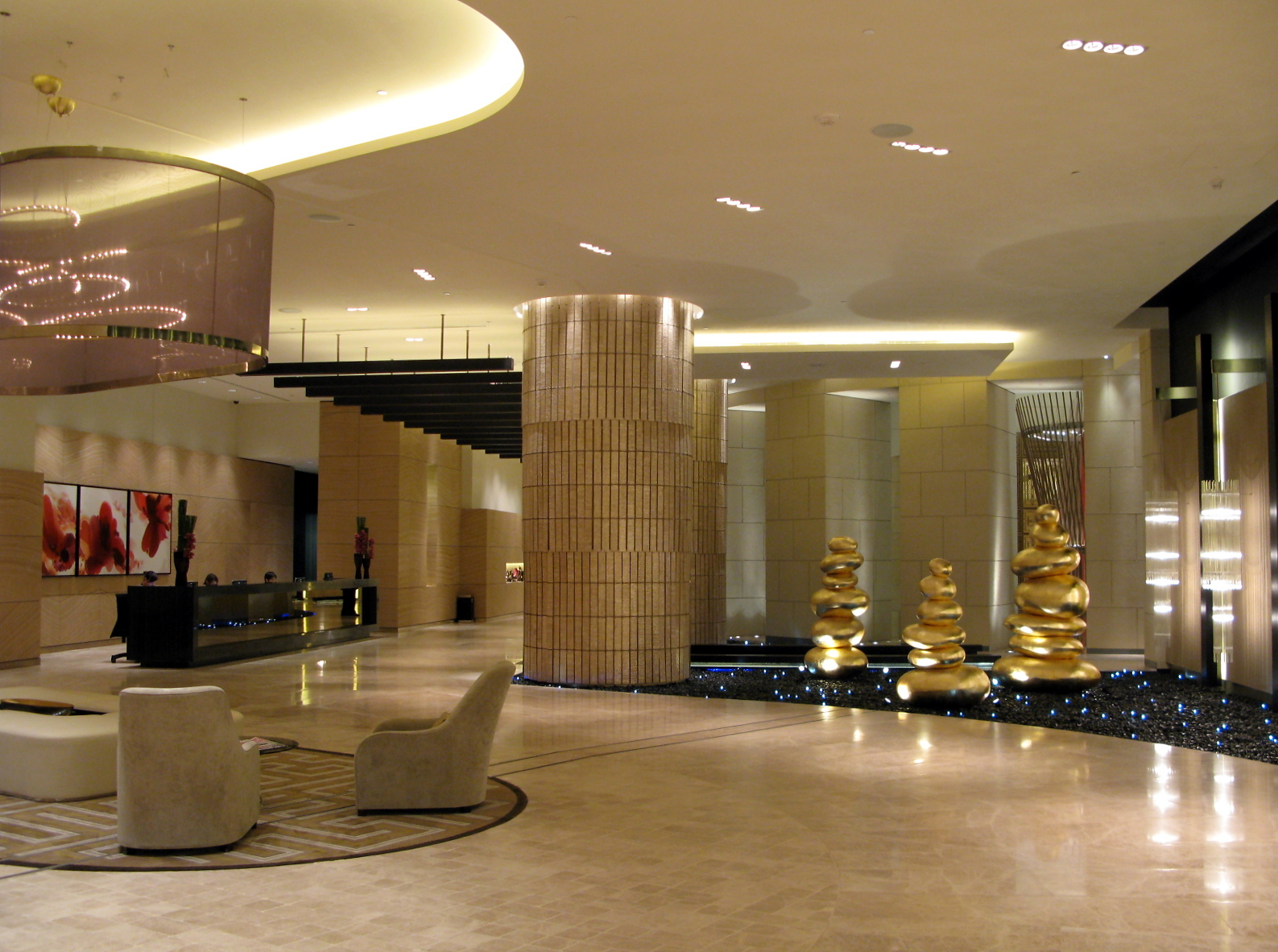
二樓貴賓會所

## 「漾日」
「漾日」水療中心位於頤居三樓，提供各種國際美容與健康療法：美容、裹身、個人化按摩、水療、美甲、修足、香薰療法、排毒療法、美容美髮療程等等，應有盡有。設施包括室外溫水泳池，風景如畫的花園，還有八間設計獨特的水療室，活力泳池、蒸桑拿室、按摩室、健身中心、個人護理中心和茶點吧等。

## 鄰近建築／景點
| 景點 - 路環小型賽車場 - 澳門賽馬會 - 澳門國際遊艇俱樂部 旅館或商業項目 - 皇庭海景酒店 - 澳門葡京人 | 建設 - 路氹國際體育綜合體 - 澳門東亞運動會體育館 （澳門蛋） - 保齡球中心 - 網球學校 - 國際射擊中心 - 澳門戶外表演區 - 澳門科技大學 - 科大醫院 - 蓮花大橋 - 東方高爾夫球會 - 離島醫院綜合體北京協和醫院澳門醫學中心 - 駕駛學習暨考試中心 - 澳門鏡湖護理學院 | 「路氹金光大道™」商標項目 - 澳門威尼斯人度假村酒店 - 金光綜藝館 - 澳門百利宮 - 四季酒店 - 百利沙娛樂場 - 四季·名店 - 澳門倫敦人 - 康萊德酒店 - 倫敦人酒店 - 倫敦人名匯 - 瑞吉酒店 - 澳門巴黎人 - 巴黎人酒店 | 路氹城其他大型項目 - 新濠天地 - 頤居 - 迎尚酒店 - 君悅酒店 - 摩珀斯酒店 - 新濠大道 - 澳門銀河 - 澳門銀河酒店 - 澳門大倉酒店 - 澳門悅榕庄酒店 - 澳門JW萬豪酒店 - 澳門麗思卡爾頓酒店 - 澳門百老匯 - 萊佛士酒店 - 安達仕酒店 - 澳門嘉佩樂酒店 - 新濠影滙 - 新濠影滙酒店 - 澳門W酒店 - 永利皇宫 - 永利皇宮酒店 - 美獅美高梅 - 上葡京 |

## 交通

### 自設交通
新濠天地提供來往酒店與各口岸的接駁專巴服務，設有以下9條路線：
- 新濠天地 ↔ 關閘（旅遊巴士站 或 賭場及酒店穿梭巴士站）
- 新濠天地 ↔ 外港碼頭
- 新濠天地 ↔ 澳門國際機場
- 新濠天地 ↔ 臨時客運碼頭
- 新濠天地 ↔ 路氹邊檢大樓
- 新濠天地 ↔ 內港客運碼頭
- 新濠天地 ↔ 澳門半島（新麗華站）
- 新濠天地 ↔ 金蓮花廣場
- 新濠天地 ↔ 澳門旅遊塔

### 合作交通
「路氹金光大道─金光穿梭巴士」提供來往各路氹城區酒店的免費接駁專巴服務，設有以下1條路線：
新濠天地 → 威尼斯人度假村 → 澳門百利宮 → 新濠天地
「路氹─澳門服務專綫」提供來往路氹城及澳門半島美高梅金殿的免費接駁專巴服務，設有以下1條路線：
新濠天地 ↔ 美高梅金殿

### 公共交通
T373 偉龍／科技大學（WAI LONG／M.U.S.T）
途經路線：26、36、51A、51X、73S、AP1、AP1X、MT1、N2、N5、N6
T375 連貫公路／新濠天地（EST. DO ISTMO／C.O.D）
途經路線：15、21A、25、25AX、25B、25BS、26、26A、35S、51X、56、73S、N3
T376 連貫公路／巴黎人 （EST. DO ISTMO／PARISIAN）
途經路線：15、21A、25、25AX、25B、25BS、26、26A、35S、51X、56、73S、N3
T391 霍英東馬路／科技大學（AV. DR. HENRY FOK／M. U. S. T.）
途經路線：50、N6
T392 霍英東馬路／新濠天地（AV. DR. HENRY FOK／C. O. D）
途經路線：35、50、50B